# Golești (okręg Ardżesz)
Golești – wieś w Rumunii, w okręgu Ardżesz, w gminie Bălilești. W 2011 roku liczyła 263 mieszkańców.